# Grenacheria montana
Grenacheria montana là một loài thực vật có hoa trong họ Anh thảo. Loài này được Airy Shaw mô tả khoa học đầu tiên năm 1939.